# Titanoptilus
Titanoptilus is een geslacht van vlinders van de familie vedermotten (Pterophoridae).

## Soorten
- T. laniger Bigot, 1969
- T. melanodonta Hampson, 1905
- T. patellatus Meyrick, 1913
- T. procerus Bigot, 1969
- T. rufus Gibeaux, 1994
- T. serrulatus Meyrick, 1935
- T. stenodactylus (Fletcher D. S., 1911)